# Toko czerwonolicy
Toko czerwonolicy (Tockus leucomelas) – gatunek średniej wielkości ptaka z rodziny dzioborożców (Bucerotidae). Występuje w południowej części Afryki. Nie jest zagrożony wyginięciem.

## Taksonomia
Po raz pierwszy gatunek opisał Martin Lichtenstein w 1842 na podstawie holotypu znad rzeki Vaal (obecnie RPA). Nowemu gatunkowi nadał nazwę Buceros leucomelas. Obecnie (2022) Międzynarodowy Komitet Ornitologiczny (IOC) umieszcza toko czerwonolicego w rodzaju Tockus. Wyróżnia 2 podgatunki. Dawniej niektórzy autorzy uznawali toko czerwonolicego i żółtodziobego (T. flavirostris) za jeden gatunek. Część autorów nie uznaje przedstawicieli podgatunku T. l. elegans za wystarczająco różniących się od ptaków podgatunku nominatywnego i uznaje gatunek za monotypowy. Reprezentanci obydwu podgatunków różnią się jednak kolorystyką nieopierzonych części ciała.

## Podgatunki i zasięg występowania
IOC wyróżnia następujące podgatunki:
- T. l. elegans Hartlaub, 1865 – południowo-zachodnia Angola i północno-zachodnia Namibia[5]
- T. l. leucomelas (M.H.C. Lichtenstein, 1842) – północna i centralna Namibia na wschód po południowe Malawi, zachodni Mozambik oraz północną i wschodnią Południową Afrykę[5]

## Morfologia
Długość ciała wynosi około 40 cm; masa ciała samców 153–242 g, samic 138–211 g. Są to stosunkowo niewielkie dzioborożce. Upierzenie głównie szare, na pokrywach skrzydłowych występują białe plamy. Cechą diagnostyczną jest duży żółty dziób (u samców większy), występujący u ptaków obojga płci i młodocianych. Wokół oczu występuje naga różowa skóra. Samice toko nosatego (Lophoceros nasutus), które można pomylić z toko czerwonolicym, mają ciemną głowę i pierś.

## Ekologia i zachowanie
Toko czerwonolice preferują otwarte, suche sawanny porośnięte akacjami i roślinnością szerokolistną, spotykane są również w wielu innych zadrzewionych środowiskach ze skąpą roślinnością. Żerują głównie na ziemi, poruszają się skacząc. Żywią się głównie stawonogami, takimi jak termity, mrówki, chrząszcze, gąsienice, pareczniki, prostoskrzydłe oraz pajęczaki – skorpiony i solfugi. Oprócz tego jedzą owoce i nasiona. Przebywają w parach lub małych grupach roślinnych.

### Lęgi
Zniesienia przypadają na okres po pierwszych letnich deszczach – wrzesień–marzec. Przeważnie toko czerwonolice wyprowadzają jeden lęg w roku, rzadziej dwa. Gniazdo umieszczone jest w naturalnej dziupli drzewa, do 12 m nad ziemią. Wyściółkę stanowią suche liście i płatki kory. Zniesienie liczy od 2 do 6 (przeważnie 3–4) jaj. Samica wysiaduje je sama przez około 24 dni, karmiona w tym czasie przez samca. Nie opuszcza gniazda, nim najstarsze pisklę nie osiągnie wieku 19–27 dni. Młode pozostają w gnieździe przez 42–47 dni od wyklucia. Derek Engelbrecht, badający lęgi toko czerwonolicych w Polokwane Nature Reserve (Limpopo, RPA) zaobserwował niewyjaśnione zniknięcia piskląt. Młode u tych dzioborożców klują się niesynchronicznie, przez co nierzadko najmłodsze lub najsłabsze pisklę głoduje. Z pomocą nagrań z kamer umieszczonych w dziuplach Engelbrecht ustalił, że znikające pisklęta, zmarłe z przyczyn naturalnych lub zabite przez matkę, musiały zostać zjedzone przez nią samą albo starsze rodzeństwo. U dzioborożców samice zabudowują się w gnieździe na pewien czas, co wymaga od nich utrzymywania w gnieździe czystości, którą naruszyłyby rozkładające się pisklęta.

## Status
IUCN uznaje toko czerwonolicego za gatunek najmniejszej troski (LC, Least Concern) nieprzerwanie od 1988 (stan w 2025). Liczebność populacji nie została oszacowana, ale ptak ten opisywany jest jako szeroko rozprzestrzeniony i pospolity. Trend liczebności populacji oceniany jest jako spadkowy ze względu na niszczenie dużych drzew stanowiących miejsce gniazdowania tego gatunku.